# Нешто ме гони
Нешто ме гони је песма и сингл музичке рок групе Галија, објављен 4. новембра 2016. године под окриљем издавачке куће Long Play. Сингл је објављен као најава за петнаести студијски албум Галије, под називом У рају изнад облака, који је објављен 17. маја 2018. године. Нешто ме гони је поп-рок жанра са елементима прогресивног рока. Песма је промовисана је на концерту у хали спортова Ранко Жеравица, 29. децембра 2016. године. Спот за песму снимљен је у Лос Анђелесу.

## Списак песама

### Остале информације
- Музика: Ненад Милосављевић
- Текст: Предраг Милосављевић
- Аранжман: Александар Хабић, Ненад Милосављевић
- Музичка продукција: Александар Хабић
- Вокал: Ненад Милосављевић
- Електрична гитара: Драгутин Јаковљевић
- Усна хармоника: Ненад Милосављевић